# Elvedgård
Elvedgård er en gammel gård, som nævnes første gang i 1436. Gården ligger i Veflinge Sogn, Skovby Herred, Søndersø Kommune. Hovedbygningen er opført i 1721 og ombygget i 1860`erne.
Elvedgård Gods er på 172,2 hektar

## Ejere af Elvedgård
- (1436-1475) Hartvig Heest
- (1475-1509) Frederik Barsebek
- (1509-1520) Kirstine Rosenkrantz gift Rud
- (1520-1555) Anne Rud / Henrik Rud / Sophie Rud gift Brahe
- (1555-1565) Jørgen Tygesen Brahe / Otto Tygesen Brahe
- (1565-1571) Otto Tygesen Brahe
- (1571-1616) Axel Ottesen Brahe
- (1616) Otto Axelsen Brahe / Anne Axelsdatter Brahe gift Qvitzow
- (1616-1647) Eiler Qvitzow
- (1647-1650) Gunde Rosenkrantz
- (1650-1654) Henrik Gyldenstierne
- (1654) Margrethe Henriksdatter Gyldenstierne gift Lykke
- (1654-1681) Niels Lykke
- (1681-1683) Mathias Broberg
- (1683-1701) Jens Clausen Dyre
- (1701) Edel Jensdatter Dyre gift (1) Juel (2) von Schindel
- (1701-1712) Henrik Juel
- (1712) Edel Jensdatter Dyre gift (1) Juel (2) von Schindel
- (1712-1719) Heinrich Leopold von Schindel
- (1719-1735) Ulrik Frederik Brüggemann
- (1735-1745) Enke Fru Brüggemann
- (1745-1748) Claus Andersen Vedel
- (1748) Anne Elisabeth Amalie Berg gift (1) Vedel (2) Simonsen
- (1748-1765) Bonde Simonsen
- (1765-1780) Anne Elisabeth Amalie Berg gift (1) Vedel (2) Simonsen
- (1780-1832) Claus Vedel-Simonsen
- (1832-1858) Lauritz Schebye Vedel Simonsen
- (1858) Andreas Claus Wedel-Heinen
- (1858-1887) Julius Christian Frederik Wedel-Heinen
- (1887-1895) Bertha von Petersdorff gift Wedel-Heinen
- (1895-1934) Anne Wedel-Heinen / Mathilde Wedel-Heinen / Amalie Wedel-Heinen / Frederikke Wedel-Heinen
- (1934-1969) Preben Gregers Carl Wedel-Heinen
- (1969-1989) Jørgen Schultz
- (1989-1990) Hans Jørgen Nielsen / Claus Burmølle / Jan Wedel Hansen
- (1990-) Robert Hjeds Christensen / Jan Hjeds

55°28′30″N 10°7′56″Ø / 55.47500°N 10.13222°Ø